# Kasteel van Mombeek

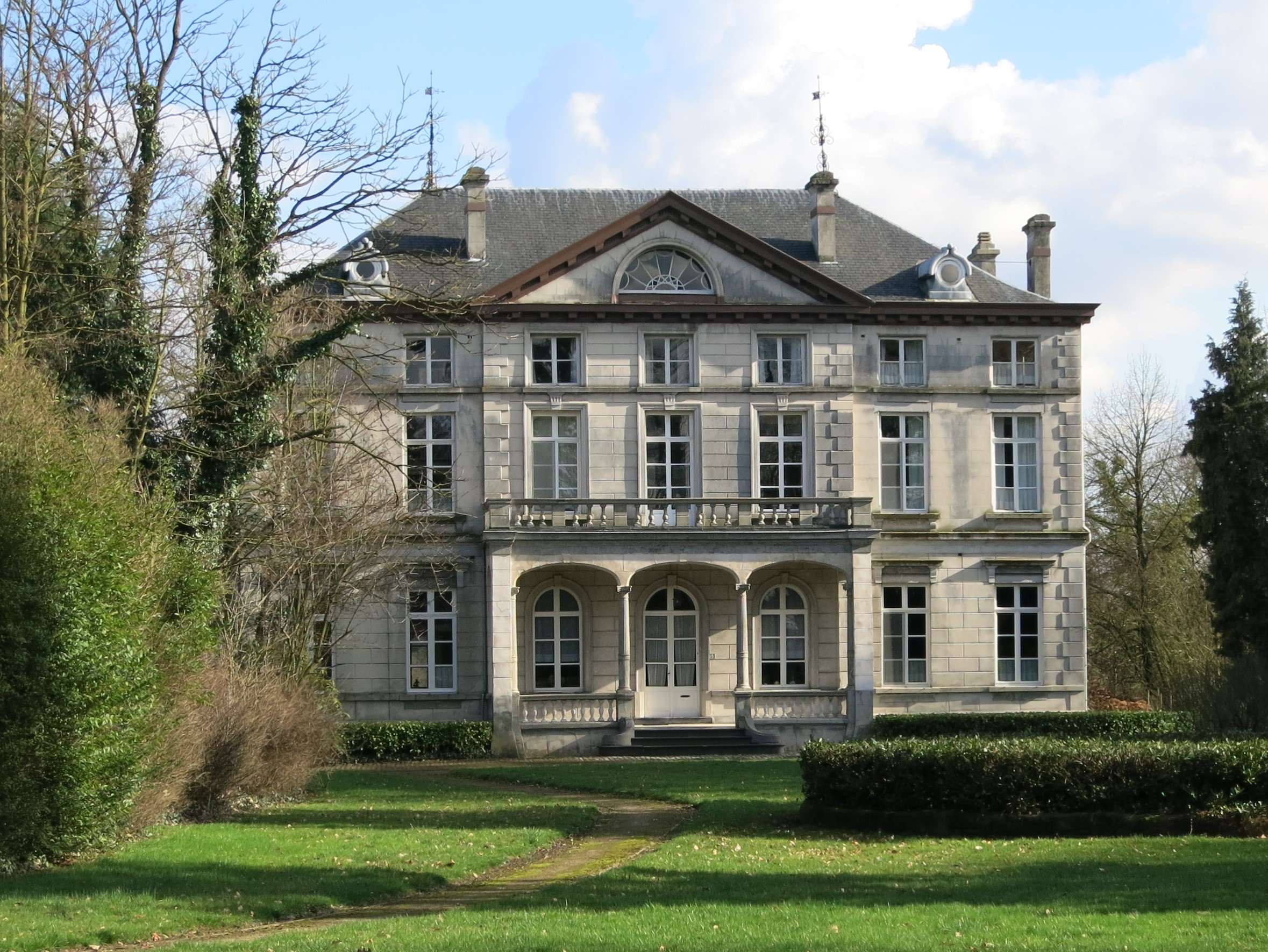
Kasteel van Mombeek

Het Kasteel van Mombeek is een kasteel te Rapertingen, gelegen aan Mombeekdreef 98 in de Belgische gemeente Hasselt.

## Geschiedenis
De heren van Mombeek waren, in de feodale tijd, baanderheren van de graven van Loon. Zij beschikten over een uitgestrekt landgoed en bewoonden een omgracht kasteel.
De eerste schriftelijke vermelding van een Heer van Mombeek stamt uit 1147. Tot 1728 was het kasteel in bezit van de familie De Geloes. In de 19e en 20e eeuw waren de kasteelheren leden van achtereenvolgens de families Vlecken, Vannes en Monville. In 1859 werden de toen bestaande gebouwen sterk gewijzigd in opdracht van de familie Vannes-Van der Straeten. In 1906 werd het gebouw door Louis van Briel gekocht, en hij was het die het bouwwerk zijn huidige, neoclassicistische, aanblik gaf.
Het huidige huis is een streng symmetrisch uitziend gebouw van drie bouwlagen, gedekt door een schilddak waarin zich twee oeil-de-boeufs bevinden. Ook is er een driehoekig fronton met een halfcirkelvormig venster, en op de eerste verdieping bevindt zich een bordes.
Het geheel wordt omgeven door een park waarin zich enkele vijvers bevinden.
De kasteelhoeve, Mombeekwinning genaamd, dateert van 1777. Ook ligt nabij het kasteel de Mombeekmolen, een van het kasteel afhankelijke watermolen op de Mombeek.